# Колуша
Колуша е историческо село в България, сега квартал на град Кюстендил. До 1939 година Колуша е самостоятелно село.

## География
Квартал Колуша се намира в югозападната част на Кюстендил, в полите на хълма Хисарлъка, в подножието на планината Осогово.

## Население на село Колуша (1866-1939)
| Година    | 1866 | 1880 | 1892 | 1900 | 1910 | 1920 | 1926 | 1934 |
| Население | 254  | 239  | 313  | 362  | 399  | 419  | 421  | 547  |

## История
Колуша е старо средновековно селище. В турски данъчни регистри от 1570 г. е записано под името Колуша, а в турски документи от 1576 г. като Колиша към кааза Ълъджа (Кюстендил). В руска триверстова карта от 1878 г. е означено като Колуша.
През XV век селото става за известно време център на Велбъждката епископия, която по името на селото започва да се нарича Коласийска, а средновековната църква „Свети Георги“ става митрополитска. Но и тук турците не оставяли митрополитите на спокойствие и те били принудени да променят своето седалище – първоначално в с.Слокощица, по късно и в Кратово, Лесновския манастир и с.Ново село до Щип, но до втората половина на XVIII век продължавали де се титулуват като „митропилити Коласийски“.
В края на XIX век селото има 2200 декара землище, от които 1315 дка ниви, 171 дка ливади, 171 дка овощни и зеленчукови градини, 42 дка лозя, 501 дка мера и се отглеждат 2621 овце, 134 говеда и 23 коня. Основен поминък на селяните са земеделието и животновъдството.
При избухването на Балканската война в 1912 година трима души от Колуша са доброволци в Македоно-одринското опълчение.
След присъединяването на Колуша към гр. Кюстендил (1939), започват да се строят нови частни сгради от градски тип. В градоустройствения план на града от 1960 г. бившето село е обособено като отделен квартал.
Днес Колуша е модерен жилищен квартал с красиви частни и обществени сгради. В квартала са построени природоматематическа гимназия, читалище, детска градина.

## Исторически, културни и природни забележителности
- Средновековна църква „Свети Георги“. Намира се в югозападната част на гр. Кюстендил, в квартал Колуша. Църквата е кръстокуполна, от типа „вписан кръст“. Според архитектурните ѝ особености и неотдавна разкритите средновековни стенописи, датирането ѝ може да се отнесе към края на Х - началото на XI век Тя е национален паметник на културата с голяма археологическа, художествена и историческа стойност като най-старата запазена средновековна църква в Югозападна България.
- Паметник на Асен Василиев (1900 – 1981), изкуствовед и живописец. Издигнат е на площада пред църквата „Свети Георги“

## Обществени институции
- Природоматематическа гимназия „Проф. Емануил Иванов“
- Читалище „Пробуда“ – гр. Кюстендил, кв. Колуша, ул. „Тинтява“ № 12

## Личности
Родени в Колуша
- Георги Хр. Вучков (1888/1889 – ?), македоно-одрински опълченец, 1 рота на 7 кумановска дружина, безследно изчезнал в Междусъюзническата война на 5 юли 1913 година[4]
- Манаси Д. Ангелов, македоно-одрински опълченец, 28-годишен, земеделец, ІІ отделение, Кюстендилска дружина, 1 рота на 7 кумановска дружина, носител на орден „За храброст“ IV степен[5]
- Тодор Котев (1892 – ?), македоно-одрински опълченец, 2 рота на 7 кумановска дружина[6]